# Emtmannsberg
Emtmannsberg este o comună din districtul Bayreuth, regiunea administrativă Franconia Superioară, landul Bavaria, Germania.